# Civiltà di Seine-Oise-Marne

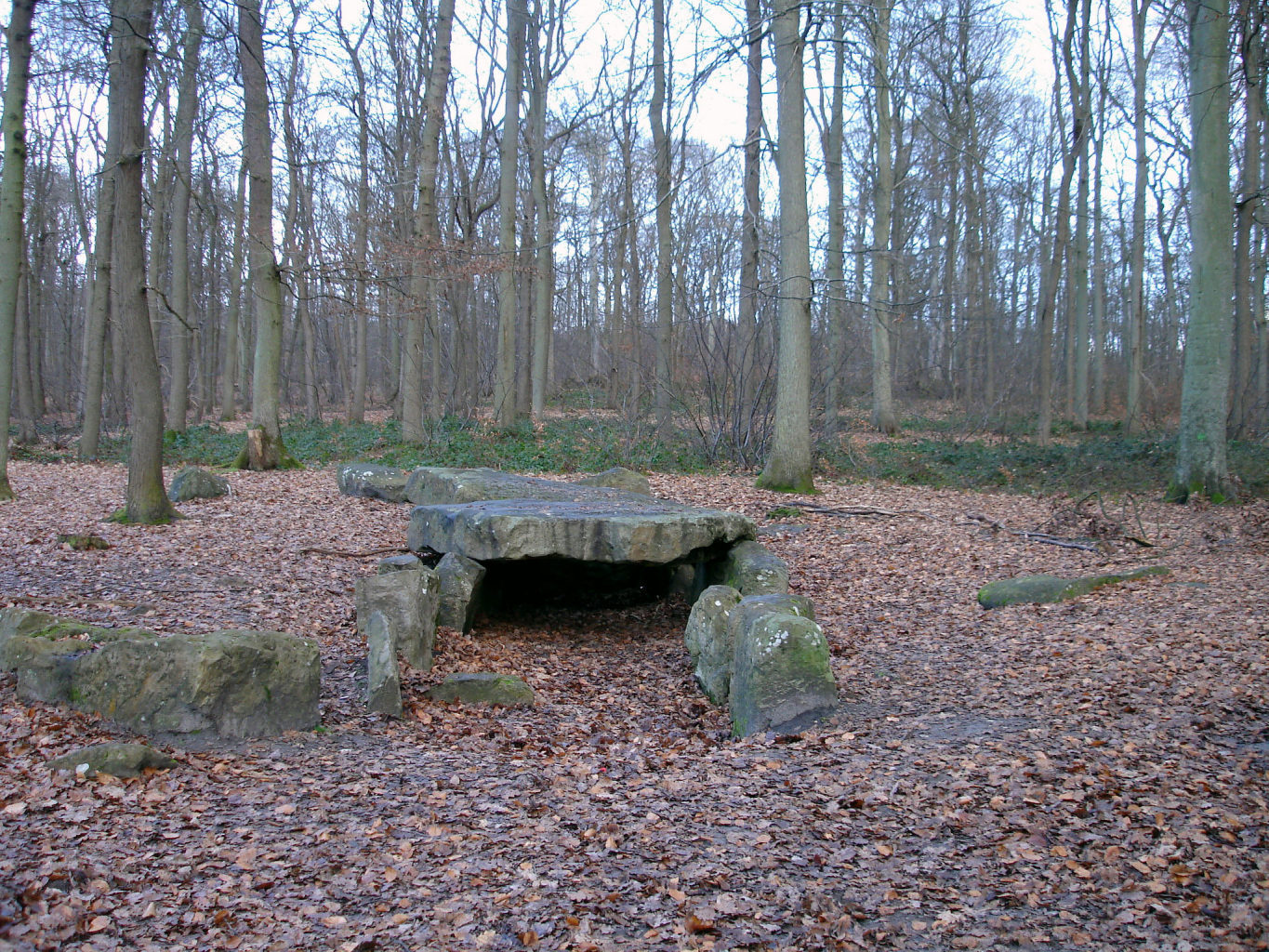
Tomba a corridoio presso Saint-Martin-du-Tertre (Île-de-France)

La civiltà di Seine-Oise-Marne (o più semplicemente cultura SOM) è il nome che gli archeologi danno ad una cultura del Neolitico finale e del primo Calcolitico, sviluppatasi nella Francia settentrionale e nel Belgio meridionale (dove perdurò fino all'età del bronzo) a partire da un fondo mesolitico a sui si aggiunsero influenze neolitiche danubiane.
La sua caratteristica più evidente sono le tombe megalitiche a corridoio. I manufatti includono denti forati, perle in pietra, osso, conchiglie. La ceramica è rozza e la decorazione è spesso assente. L'economia è basata sull'agricoltura e l'allevamento. Alcuni indizi suggeriscono che si tratti di genti di indole guerriera (scheletri con segni di violenze, frequenza di armamenti).